# Julius Georg Lautner
Julius Georg Lautner (* 30. Dezember 1896 in Wien; † 16. März 1972 in Zürich) war ein österreichischer Jurist.

## Leben
Er studierte in Graz und Leipzig bei Ludwig Mitteis, Paul Koschaker und Benno Landsberger (1919 Dr. iur. und Privatdozent 1921). Er wurde 1926 außerordentlicher Professor in Graz, 1929 ordentlicher Professor an der Handelshochschule Mannheim, 1930–1967 an der Universität Zürich für römisches Recht, Arbeits- und Privatrecht.

## Schriften (Auswahl)
- Die richterliche Entscheidung und die Streitbeendigung im altbabylonischen Prozessrechte. Leipzig 1922, OCLC 716435250.
- Altbabylonische Personenmiete und Erntearbeiterverträge. Leiden 1936, OCLC 977721081.
- Grundsätze des Gewährleistungsrechts. Rechtsvergleichende Untersuchungen zu den deutschen Territorialkodifikationen, dem Code civil, den Kantonalen Zivilgesetzbüchern und dem schweizerischen Obligationenrecht . Zürich 1937, OCLC 1075339658.
- Zur Bedeutung des römischen Rechts für die europäische Rechtskultur und zu seiner Stellung im Rechtsunterricht. Zürich 1976, ISBN 3-260-04082-X.